# Петрович, Эмил
Эми́л Пе́трович (рум. Emil Petrovici МФА: [eˈmil ˈpetrovit͡ʃʲ]о файле; 4 января 1899, Австро-Венгрия, ныне Торак, Сербия — 7 октября 1968) — румынский лингвист и фольклорист. Академик Румынской академии (1948).

## Биография
Начальное образование получил в Брашове и Оради. С 1919 года учился в Клужском университете и в Сорбонне. С 1935 года — профессор, а в 1946—1956 — ректор Клужского университета, президент Клужского филиала (1948—1956) и Секции филологических наук Академии СРР (с 1966). В 1930—1931 годах работал в Софийском, а в 1956–1958 годах в Бухарестском университетах; в 1956—1957 годах проходил стажировку в Институте русского языка им. М. Горького[уточнить]. С 1955 года являлся членом Международного комитета славистов, с 1956 года — президентом Ассоциации славистов СРР. В 1958 году был главным редактором журнала «Cercetari de lingvistica» и «Romanoslavica». Он собрал богатые материалы по говорам румынского языка и по всем диалектам национальных меньшинств Румынии. В 1929—1930 годах участвовал в составлении «Румынского лингвистического атласа». Автор работ в области румынской диалектологии и лингвистической географии, истории румынского языка и народа, фонетики и фонологии, ономастики, славяно-румынских лингвистических отношений и славянской диалектологии.

## Сочинения
- Graiul caraşovenilor, Buc., 1935.
- Influenţa slavă asupra sistemului fonemelor limbii romîne, Buc., 1956.
- Kann das Phonemsystem einer Sprache durch fremden Einfluss umgestalten werden? Zum slavischen Einfluss auf das rumänische Lautsystem, 's-Gravenhage, 1957.
- Istoria poporului romîn oglindită în toponimie, Buc., 1964.

## Награды
- 1953 — Государственная премия РНР
- 1962 — Государственная премия РНР